# The Oath That Keeps Me Free
The Oath That Keeps Me Free é um álbum ao vivo da banda Earth Crisis, lançado a 24 de Fevereiro de 1998.

## Faixas
1. "Sunshine Of Your Love" – 3:59
2. "Born From Pain" – 3:21
3. "Situation Degenerates" – 2:53
4. "Smash or be Smashed" – 2:39
5. "Deliverance" – 3:19
6. "Unseen Holocaust" – 4:48
7. "Constrict" – 4:16
8. "Fate of the Neo-Gods" – 2:27
9. "All Out War" – 2:22
10. "Gomorrah's Season Ends" – 3:31
11. "Wrath Of Sanity" – 3:40
12. "Firestorm" – 4:07

## Créditos
- Karl Buechner - Vocal
- Scott Crouse - Guitarra
- Ian Edwards - Baixo
- Dennis Merrick - Bateria
- Kris Wiechmann - Guitarra